# 赤泊村

佐渡島における平成の大合併の地図。

赤泊村（あかどまりむら）は、かつて新潟県佐渡郡におかれていた村。佐渡の南海岸に位置していた。2004年3月1日に合併して佐渡市の一部になった。

## 地理
佐渡の南に位置し、佐渡海峡（越佐海峡）に面した。村の大部分は小佐渡丘陵（小佐渡山地）の一部で、川沿いと海岸に平地があった。海岸線は13.5kmで岩が多く、海岸に赤泊港があり、その付近が村の中心であった。
- 山:　天狗塚 (404m)、ヒルメ山 (296m)
- 川：　羽茂川、腰細川
- 湖沼・ダム:　逆川ダム（さかしまだむ）

### 隣接していた自治体
- 畑野町、羽茂町、真野町（以上すべて現在は佐渡市の一部）

## 歴史
18世紀初頭に寺泊・赤泊航路が見出され、佐渡奉行の渡海場として位置づけられたことで発展した。近世、小木港が金銀の積出港や廻船の主要寄港地の役割を持っていたのに対し、赤泊港は人の輸送を主とした（ただし廻船の寄港もあった）。
- 1889年（明治22年）4月1日
  - 町村制施行により雑太郡に次の各村が発足。
  - 下黒山村、静平村、上川茂村、下川茂村、外山村が合併して、川茂村になった。
  - 真浦村、柳沢村、新保村、杉野浦村、大杉村が合併して、真浦村になった。
  - 三川村と莚場村が合併して、三川村になった。
- 1896年（明治29年）4月1日 - 郡の統合により佐渡郡に所属[3]。
- 1901年（明治34年）11月1日　真浦村、赤泊村、徳和村、三川村と、川茂村の上川茂・下川茂・外山とが合併して、赤泊村になった。
- 2004年（平成16年）3月1日　両津市、相川町、佐和田町、金井町、新穂村、畑野町、真野町、小木町、羽茂町、赤泊村が合併して、佐渡市になった。

## 行政
- 村長：石塚英夫（1972年9月25日から2004年2月29日まで）

## 経済

### 産業
- 20世紀末には農業就業者が減り続け、21世紀初めには全就業者の三分の一になった。が、農家人口はなお約7割あった。水稲耕作が多いが、他におけさ柿、乳牛飼育が盛んだった。

- 赤泊港で漁業が盛ん。2000年には水揚げトン数の半数以上をベニズワイガニが占めた。

- 産業就業人口（2000年）
  - 第1次産業：569人
  - 第2次産業：608人
  - 第3次産業：597人

## 姉妹都市・提携都市
- 新潟県三島郡寺泊町
親善友好提携

## 教育
- 新潟県立羽茂高等学校赤泊分校

2007年3月に閉校し，59年の歴史に幕を閉じた。郷土芸能クラブ（佐渡おけさや鬼太鼓を演ずる部活動兼総合的な学習の時間）は14年連続全国で高等学校総合文化祭郷土芸能部門に出場した。過去に最優秀賞に輝いた実績がある。
- 赤泊中学校
- 赤泊小学校
- 川茂小学校（合併後の2012年度末に閉校[4]）

## 交通

### 道路
- 主要地方道
  - 新潟県道45号佐渡一周線
  - 新潟県道65号両津真野赤泊線
  - 新潟県道81号佐渡縦貫線

### 船舶
- 赤泊港 - 本州の寺泊港との間に佐渡汽船による航路が設定されていた。
  - 合併後の2005年6月10日、高速船「あいびす」（Ibis 朱鷺の意味）が就航し、2018年の同航路運行終了まで使用された。

## 名所・旧跡・観光スポット・祭事・催事
- 民話の里
- 赤泊村郷土資料館
- 北雪酒造
- 旧田辺邸の望楼
- 腰細城ヶ浜
- 爪の沢キャンプ場

## 出身有名人
- 長谷川海太郎（林不忘）「丹下左膳」の著者